# OB-1
Pour les articles homonymes, voir OB1.
OB-1 (Orbital Baguette One, prononcé « Obi-Wan ») est un lanceur spatial léger développé par la société française HyPrSpace dont le premier vol est prévu fin 2027. Le lanceur dont la capacité maximale est de 250 kg en orbite basse utilise une propulsion hybride.  

## Historique
La société HyPrSpace est créée en mai 2019 à Blanquefort (Gironde) à la même époque que plusieurs autres start-up ayant également pour objectif de développer un lanceur léger : MaiaSpace filiale de ArianeGroup, Sirius Space et Latitude. Son but est de développer un lanceur léger au coût réduit grâce au recours à la propulsion hybride.  
La société HyPrSpace fait partie des quatre constructeurs français de lanceur léger susceptibles de bénéficier d'une enveloppe totale de 400 millions d'euros dont le versement a été annoncé en mars 2024 au titre du plan d'investissement France 2030. Une petite avance doit être versée pour financer le développement des lanceurs mais le versement de l'essentiel de cette somme est conditionné par la réussite d'un premier vol entre 2026 et 2028,.

## Développement
Fin 2021, HyPrSpace met à feu avec succès le prototype Joker, moteur à l'échelle 1/20 par rapport à OB-1, afin de vérifier la faisabilité de la propulsion hybride sur de gros moteurs, en l'améliorant continuellement, allant jusqu'à le faire imploser. Les mises à feu sont conduites sur le site de la DGA de Saint-Médard-en-Jalles.
Le 4 mai 2024, la compagnie annonce avoir construit le prototype Terminator à échelle 1/1 dans son usine au Haillan. Il mesure 6 mètres de long pour un mètre de diamètre et produit 100 kilonewtons de poussée. Le 11 juillet 2024, HyPrSpace met à feu ce prototype Terminator de 8 tonnes pendant 20 secondes avec succès. Le test est conduit sur le site de la DGA à Saint-Médard-en-Jalles également.
Le 11 décembre 2024, HyPrSpace annonce avoir réalisé les revues de conception préliminaire (PDR en anglais) de Baguette One et Orbital Baguette One.
Le 13 décembre 2024, la société annonce avoir complété une mise à feu du même prototype Terminator, d'une durée de 40 secondes, avec efficacité moyenne de 94%, la performance nécessaire pour le modèle orbital.
Une troisième mise à feu est prévue.